# Kurt Hansen (fodboldtræner)
 Der er flere personer med dette navn, se Kurt Hansen.
Kurt Hansen (født 1966[kilde mangler]) er en dansk fodboldtræner og forhenværende professionel fodboldspiller. Madsen har spillet for Svendborg fB i divisionerne under Dansk Boldspil-Union. Efter den aktive spillerkarriere fortsatte Hansen med trænergerningen og blev spillende cheftræner for Thurø Boldklub, før han skiftede til Svendborg fB og fungerede som klubbens ynglingetræner og cheftræner. Med start fra 2008/09-sæsonen har Madsen været ansat som cheftræner for 2. divisionsklubben F.C. Svendborg.

## Spillerkarriere
Hansen har tidligere repræsenteret Svendborg fB i 72 kampe i 2. division.

## Trænerkarriere
Da Hansen stoppede den aktive spillerkarriere, fortsatte den tidligere divisionsspiller med trænergerningen i sydfynske Thurø Boldklub, som han som spillende cheftræner var medvirkende til at føre op fra den lokale Serie 3 (den niende bedste danske fodboldrække) under Fyns Boldspil-Union (FBU) til Danmarksserien. I 2002 blev Kurt Hansen kåret til årets fynske serietræner (for både kvinder og herrer fra Danmarksserien til henholdsvis kvinde-serie og herre-serie 5) af Dansk Træner Union (DTU), fynsafdelingen i samarbejde med Fyns Fodbolddommerklub og Fyns Boldspil-Union (FBU). Kurt Hansen valgte imidlertid at forlade de grønblusede spillere i Thurø Boldklub til fordel for naboklubben og Danmarksseriekollegaerne Svendborg forenede Boldklubber, hvor han blev ansat som svendborgensernes ynglingetræner i perioden 2006-2007, hvor ynglingeafdelingen igen fik sportslig fremgang. Udover at fungere som ynglingetræner i en periode på to år, trænede Hansen ligeledes klubbens U/21-mandskab indenfor samme tidsrum.
I sommerpausen 2007 valgte det daværende trænerteam for Svendborg fB's førstehold i Danmarksserien, cheftræner Ole Pedersen og spillende assistenttræner Graham Easter, at stoppe efter fem år samtidig med at ni 1. seniorspillere søgte nye udfordringer i andre klubber. Bestyrelsen i klubbens eliteafdeling besluttede derefter at lade Hansen fortsætte som cheftræner for førsteholdet fra og med 1. juli 2007, hvorfra han førte klubben op i 2. division Vest som følge af en samlet 2. plads i Danmarksserien, sideløbende med et civilt fuldtidsjob. Mange af spillerne Hansen tidligere havde trænet som ynglinge, blev hentet op i førsteholdstruppen, som bl.a. havde en periode med 25 Danmarksseriekampe uden nederlag. Samtidig med cheftrænerposten blev det til undervisning af ca. 40 fodboldelever på Fyns SportsCollege, som Svendborg fB samarbejder omkring. Da Svendborg fB dannede eliteoverbygningen F.C. Svendborg i sommeren 2008 som følge af oprykningen til Danmarksturneringen i fodbold, fortsatte Kurt Hansen som førsteholdets cheftræner med Lars Bech Petersen som assistenttræner. Grundet klubbens tilbagevenden til divisionerne og resultaterne opnået i efterårssæsonen 2008, blev samarbejdet med Kurt Hansen og eliteprojektet F.C. Svendborg forlænget med yderligere to år, frem til 30. juni 2011, for at skabe arbejdsro i opbygning af holdet.